# Падуб остролистный
Па́дуб остроли́стный, или Остроли́ст, или Падуб обыкнове́нный (лат. Ilex aquifolium) — растение семейства Падубовые (Aquifoliaceae), вид рода Падуб, произрастающее в странах Западной и Южной Европы, Северо-Западной Африки и Юго-Западной Азии. Является ядовитым растением.

## Биологическое описание
Вечнозелёное дерево высотой 10—25 м и диаметром ствола 30—80 см. Кора дерева серая гладкая.
Листья очерёдные кожистые, эллиптические или яйцевидные, тёмно-зелёные, блестящие на верхней стороне и светло-зелёные на нижней, 5—12 см длиной и 2—6 см шириной. Края листьев зазубренные и волнисто-изогнутые. Существуют виды с белой каймой на листьях.
Цветки двуполые, мелкие белые невзрачные с четырьмя лепестками. Плоды — шарообразные костянки красного, жёлтого или оранжевого цвета, 6—10 мм диаметром. В плодах содержится    4—5 односемянных косточек. Цветёт в мае — июне. Плодоносит с сентября до февраля.
Растёт медленно, примерно 10—12 см в год, доживает до 100 лет.

## Химический состав
В листьях и плодах растения содержится алкалоид теобромин, а также красящие вещества — илексантин и рутин.

## Использование
До распространения рождественских ёлок падуб использовался в Западной Европе как рождественское украшение. Эта традиция уходит корнями в кельтскую культуру, ибо друиды полагали, что дерево символизирует собой солнце, и сжигали его в день зимнего солнцестояния. Древние римляне посвящали падуб богу Сатурну.
В народной медицине листья падуба рекомендуются в качестве противолихорадочного и мочегонного средства. Ягоды обладают слабительным действием. Компрессы из коры падуба помогают снять сильные боли.
Ягоды падуба остролистного ядовиты и в пищу не используются.

## Таксономия
Ilex aquifolium L., Species Plantarum ed. 1: 125. 1753.

### Синонимы
- Aquifolium ilex Scop., Fl. Carniol. ed. 2, 1: 116. 1771.
- Aquifolium spinosum Lam., Fl. Franç. 3: 652. 1778.
- Ilex balearica Desf., Hist. Arbr. France 2: 262. 1809.
- Aquifolium croceum Raf., Sylva Tellur. 44. 1838.
- Aquifolium ferox Mill. ex Raf., Sylva Tellur. 44. 1838.
- Aquifolium heterophyllum Raf., Sylva Tellur. 44. 1838.
- Aquifolium lanceolatum Raf., Sylva Tellur. 44. 1838.
- Aquifolium planifolium Raf., Sylva Tellur. 44. 1838.
- Aquifolium undulatum Raf., Sylva Tellur. 44. 1838.
- Aquifolium vulgare St.-Lag., Ann. Soc. Bot. Lyon 7: 128. 1880.
- Ilex aquifolium var. barcinonae Pau, Mem. Mus. Ci. Nat. Barcelona, Ser. Bot. 1(1): 32. 1922.